# Kevin Lane Keller
Kevin Lane Keller (n. 23 iunie 1956) este profesor de marketing al catedrei E. B. Osborn din cadrul școlii de Economia Afacerilor Tuck, Colegiul Dartmouth. 
Prof. Keller este deținătorul unor diplome din partea universităților Cornell, Carnegie-Mellon și Duke. La Dartmouth, predă un curs electiv de masterat în managementul strategic al mărcilor și conferențiază pe aceeași tematică în cadrul programelor pentru manageri superiori. 
Anterior, prof. Keller a făcut parte din colectivul didactic al școlii Postuniversitare de Economia Afacerilor de la Universitatea Stanford, unde de asemenea a ocupat funcția de șef al colectivului de marketing. 
În plus, a făcut parte din corpul didactic al Universității California de la Berkeley și din cel al Universității Carolina de Nord de la Chapel Hill, a fost profesor invitat la Universitatea Duke și la școala Australiană Postuniversitară de Management, și a îndeplinit timp de doi ani funcția de consultant de marketing pentru Bank of America.
Domeniul general de competență expertă al domnului profesor Keller este marketingul produselor de consum, cu un interes special de cercetare a modului în care înțelegerea teoriilor și conceptelor legate de comportamentul consumatorului poate îmbunătăți strategiile de marketing. Rezultatele acestei cercetări au făcut subiectul a peste cincizeci de articole, publicate în trei dintre cele mai reputate reviste de marketing: Journal of Marketing, Journal of Marketing Research și Journal of Consumer Research.
Totodată, prof. Keller a făcut parte și din Consiliul Editorial al publicațiilor menționate. Studiile sale s-au bucurat de o largă apreciere și au primit numeroase distincții. Domnul profesor Keller este considerat una dintre marile personalități internaționale, în ceea ce privește studierea mărcilor: crearea lor, impunerea lor pe piață și managementul lor ca active ale firmei. Participant activ la viața firmelor, s-a implicat într-o foarte variată gamă de proiecte de marketing, servind drept consilier de încredere al marketerilor pentru câteva dintre cele mai renumite și mai de succes mărci din lume, printre care Accenture, American Express, Disney, Ford, Intel, Levi-Strauss, Miller Brewing, Procter & Gamble și Starbucks. Alte firme de frunte care au beneficiat de consultanță în domeniul mărcilor din partea prof. Keller sunt: Allstate, Beiersdorf (Nivea), Blue Cross Blue Shield, Campbell Soup, General Mills, Goodyear, Kodak, The Mayo Clinic, Nordstrom, Shell Oil, Unilever și Young & Rubicam. 
Prof. Keller face parte și din Consiliul de Încredere Academic al Institutului de știința Marketingului. Conferențiar foarte apreciat, a desfășurat seminarii și ateliere de discuții pe probleme de marketing, cu cadre de conducere din firme, într-o mare varietate de forumuri.